# Jubilæumsmødet i Bryggeriforeningen 6. sept. 1924
|  | Denne artikel er oprettet af botten Steenthbot ud fra en ekstern database. Den kan derfor have sproglige fejl eller mangler. Denne skabelon kan fjernes efter kontrol af indholdet. |

Jubilæumsmødet i Bryggeriforeningen 6. sept. 1924 er en dansk dokumentarisk optagelse fra 1924, der viser klip fra et møde i Bryggeriforeningen.